# SV Waldhof Mannheim
Der SV Waldhof Mannheim 07 ist ein Sportverein aus Mannheim, dessen erste Fußballmannschaft von 1983 bis 1990 in der Bundesliga spielte. Der Verein aus dem Stadtteil Waldhof zählt über 2400 Mitglieder. Er ist bekannt für seine Nachwuchsarbeit: Der Verein brachte mit Bernd und Karlheinz Förster, Otto Siffling, Jürgen Kohler, Maurizio Gaudino, Uwe Rahn, Christian Wörns und Hanno Balitsch mehrere Nationalspieler hervor. Der SV Waldhof Mannheim spielt seit der Saison 2019/2020 in der 3. Liga.

## Geschichte

### Die Anfänge des SV Waldhof
| Spielzeit | Liga (Stufe)                  | Platz |  |
| --------- | ----------------------------- | ----- |  |
| 1908/09   | C-Klasse Neckargau (3)        | 3.    |  |
| 1909/10   | C-Klasse Neckargau I (3)      | 1.    |  |
| 1910/11   | B-Klasse Neckargau (2)        | 1.    |  |
| 1911/12   | B-Klasse Neckargau (2)        | 1.    |  |
| 1912/13   | A-Klasse Neckargau I (2)      | 3.    |  |
| 1913/14   | A-Klasse Neckargau I (2)      | 1.    |  |
| 1914/15   | –                             |       |  |
| 1915/16   | –                             |       |  |
| 1916/17   | –                             |       |  |
| 1917/18   | –                             |       |  |
| 1918/19   | –                             |       |  |
| 1919/20   | Liga-Klasse Odenwaldkreis (1) | 1.    |  |
| 1920/21   | Liga-Klasse Odenwaldkreis (1) | 1.    |  |
| 1921/22   | Liga-Klasse Odenwaldkreis (1) | 2.    |  |
| 1922/23   | Liga-Klasse Odenwaldkreis (1) | 2.    |  |
| 1923/24   | Rheinbezirk (1)               | 1.    |  |
| 1924/25   | Rheinbezirk (1)               | 3.    |  |
| 1925/26   | Rheinbezirk (1)               | 4.    |  |
| 1926/27   | Rheinbezirk (1)               | 4.    |  |
| 1927/28   | Rheinbezirk (1)               | 1.    |  |
| 1928/29   | Rheinbezirk (1)               | 2.    |  |
| 1929/30   | Rheinbezirk (1)               | 1.    |  |
| 1930/31   | Rheinbezirk (1)               | 1.    |  |
| 1931/32   | Rheinbezirk (1)               | 1.    |  |
| 1932/33   | Rheinbezirk (1)               | 1.    |  |

Im Jahr 1905 gründeten Jugendliche aus dem im Norden Mannheims gelegenen Arbeiterstadtteil Waldhof eine Mannschaft mit dem Namen Fußballgesellschaft Ramelia. Wurde zunächst nur auf den Straßen und freien Plätzen des Vorortes Fußball gespielt, fanden die ersten Spiele nach der bezirksamtlichen Anmeldung auf dem Exerzierplatz im Stadtteil Käfertal statt. Durch Kontakte der Vereinsmitglieder zur örtlichen Spiegelfabrik von Saint-Gobain konnte auf deren Firmengelände ein Fußballplatz geschaffen werden. Dieser aufgrund seiner schlechten Verfassung „Schlammloch“ genannte Platz war auch der Grund für ein kurzzeitiges Zusammengehen mit dem MFC Phönix 02 Mannheim, der zu diesem Zeitpunkt Platzschwierigkeiten hatte. Die Verbindung war allerdings nur von kurzer Dauer; am 11. April 1907 gründeten 42 junge Männer, darunter einige Mitglieder von Phönix, im Gasthaus Zum Tannenbaum einen neuen Verein mit dem Namen SV Waldhof 07 und den Farben Blau-Schwarz-Blau. Zum ersten Vorsitzenden wurde der Bankkassierer Emil Menton gewählt, erster Mannschaftskapitän wurde Fritz Streckfuß.
Der neue Klub wurde am 12. März 1908 vom Verband Süddeutscher Fußball-Vereine aufgenommen und konnte so ab der Saison 1908/09 in der C-Klasse Neckargau am Punktspielbetrieb teilnehmen. Mit einem 8:1 bei der FG Ladenburg 03 konnte ein erfolgreiches Pflichtspieldebüt gefeiert werden, doch der Aufstieg in die B-Klasse ließ noch eine weitere Saison auf sich warten. Zu den Spielen um die Westkreis-Meisterschaften der B-Klasse wurde 1911 hinter der Waldhofschule ein neues Spielfeld mit einer Holztribüne, der „Sandacker“, eingeweiht. 1912 folgte der Aufstieg in die A-Klasse und 1914 stieg der SVW zum ersten Mal in die höchste Spielklasse auf. Während des Ersten Weltkrieges kam der Spielbetrieb zum Erliegen, es kam nur zu sogenannten Kriegshilfe-Fußballrunden. Erst mit der Saison 1919/20 wurde wieder regulär Fußball gespielt. Der SV Waldhof kam über die Liga-Klasse Odenwaldkreis zu einem zweiten Platz in der Gruppe Nord der süddeutschen Meisterschaft, hinter dem 1. FC Nürnberg.
Im Jahr 1921 kam es zu einer Affäre um den Jungnationalspieler Sepp Herberger. Herberger hatte das Interesse der Mannheimer Konkurrenz geweckt und bereits 10.000 Reichsmark für einen Wechsel zu Phönix Mannheim erhalten, als er sich für den als bürgerlich angesehenen Rivalen VfR Mannheim entschied. Dieser hatte ihm für einen Wechsel mietfreies Wohnen und eine Stelle bei der Dresdner Bank angeboten. Dadurch zog Herberger sowohl den Unmut der Waldhöfer auf sich, die ihn als „Verräter“ beschimpften, als auch eine Sperre durch den Süddeutschen Fußball-Verband wegen Verstößen gegen den Amateurparagraphen. Nachdem er das Geld zurückgezahlt hatte, wurde die Sperre aufgehoben und Herberger Spieler des VfR.
1923 wurde dem SVW von der Stadt ein Platz im Wäldchen an den Schießständen – am heutigen Alsenweg – zur Verfügung gestellt, wo der Verein seither seine Heimat hat. Bis zur Machtübernahme durch die Nationalsozialisten konnte der SVW sich noch einige Male für die Endrunde um die süddeutsche Meisterschaft qualifizieren, allerdings keinen Meistertitel gewinnen. Größter sportlicher Rivale aus Mannheim war Ende der 1920er Jahre im Rheinbezirk der VfL Neckarau aus dem südlich gelegenen Stadtteil.

### Auftreten des SVW auf nationaler Ebene
| Spielzeit | Liga (Stufe)                                | Platz |  |
| --------- | ------------------------------------------- | ----- |  |
| 1933/34   | Gauliga Baden (1)                           | 1.    |  |
| 1934/35   | Gauliga Baden (1)                           | 4.    |  |
| 1935/36   | Gauliga Baden (1)                           | 1.    |  |
| 1936/37   | Gauliga Baden (1)                           | 1.    |  |
| 1937/38   | Gauliga Baden (1)                           | 3.    |  |
| 1938/39   | Gauliga Baden (1)                           | 4.    |  |
| 1939/40   | Kriegsmeisterschaft Mannheim/Heidelberg (1) | 1.    |  |
| 1940/41   | Bereichsklasse Baden (1)                    | 1.    |  |
| 1941/42   | Bereichsklasse Baden (1)                    | 1.    |  |
| 1942/43   | Gauliga Baden (1)                           | 3.    |  |
| 1943/44   | Gauliga Baden Nordgruppe (1)                | 5.    |  |
| 1944/45   | Gauliga Baden Nordgruppe (1)                | (1.)  |  |

Im Jahr 1933 unterzeichnete der SVW mit 13 anderen süddeutschen Clubs die Stuttgarter Erklärung. In dieser Erklärung machte sich der SVW mit den Zielen des NS-Staats gemein und bekräftigte die Absicht, jüdische Mitglieder aus dem Verein auszuschließen. Mit der „Machtergreifung“ wurde der Fußball in Deutschland neu organisiert und „gleichgeschaltet“, unter anderem wurden 16 Gauligen eingerichtet. Durch den Gewinn des Titels der Gauliga Baden konnte sich der SVW für die Endrunde um die deutsche Meisterschaft 1933/34 qualifizieren. Das Halbfinalspiel gegen den späteren Meister FC Schalke 04 in Düsseldorf ging vor 2.000 mitgereisten Waldhof-Anhängern mit 2:5 verloren, nachdem es zehn Minuten vor Schluss noch 2:2 gestanden hatte. In der folgenden Saison verpasste Waldhof die Teilnahme an der nationalen Endrunde und wurde hinter dem VfR und dem VfL Neckarau sogar nur dritte Kraft im Mannheimer Fußball. Im Pokalwettbewerb, dem auch als Tschammerpokal bekannten Vorläufer des DFB-Pokals, musste sich der SVW erst im Halbfinale dem 1. FC Nürnberg mit 0:1 geschlagen geben. 1935/36 und 1936/37 kam Waldhof nicht über die Gruppenphase hinaus. Als überragender Spieler des SVW in den 1930er Jahren gilt Otto Siffling, Teilnehmer an den Weltmeisterschaften 1934 und 1938, der in dem legendären Spiel der Breslau-Elf 1937 fünf der acht Tore erzielte. Siffling starb im Alter von 27 Jahren an den Folgen einer schweren Krankheit.
Auch in der Endrunde 1939/40, der ersten Kriegsmeisterschaft, war Waldhof im Halbfinale dem FC Schalke 04 unterlegen. Anlässlich der beiden Spiele um den dritten Platz gegen den SK Rapid Wien sprach die Berliner Presse wegen des jungen Alters zahlreicher SV-Spieler von den Waldhof-Buben, ein Begriff der den Verein bis in die Gegenwart begleitet hat. Im selben Jahr gelang mit dem Einzug ins Pokalfinale gegen den 1. FC Nürnberg – trotz der 0:2-Niederlage – der bislang größte Pokalerfolg.

### Nachkriegszeit, Unterklassigkeit und Aufstieg 1983
| Spielzeit | Liga (Stufe)                 | Platz | Zuschauer |
| --------- | ---------------------------- | ----- | --------- |
| 1945/46   | Oberliga Süd (1)             | 04.   |           |
| 1946/47   | Oberliga Süd (1)             | 02.   |           |
| 1947/48   | Oberliga Süd (1)             | 06.   |           |
| 1948/49   | Oberliga Süd (1)             | 05.   |           |
| 1949/50   | Oberliga Süd (1)             | 06.   |           |
| 1950/51   | Oberliga Süd (1)             | 14.   |           |
| 1951/52   | Oberliga Süd (1)             | 10.   |           |
| 1952/53   | Oberliga Süd (1)             | 08.   |           |
| 1953/54   | Oberliga Süd (1)             | 15.   |           |
| 1954/55   | II. Division Süd (2)         | 08.   |           |
| 1955/56   | II. Division Süd (2)         | 06.   |           |
| 1956/57   | II. Division Süd (2)         | 07.   |           |
| 1957/58   | II. Division Süd (2)         | 01.   |           |
| 1958/59   | Oberliga Süd (1)             | 16.   |           |
| 1959/60   | II. Division Süd (2)         | 01.   |           |
| 1960/61   | Oberliga Süd (1)             | 13.   |           |
| 1961/62   | Oberliga Süd (1)             | 16.   |           |
| 1962/63   | II. Division Süd (2)         | 03.   |           |
| 1963/64   | Regionalliga Süd (2)         | 11.   |           |
| 1964/65   | Regionalliga Süd (2)         | 04.   |           |
| 1965/66   | Regionalliga Süd (2)         | 03.   |           |
| 1966/67   | Regionalliga Süd (2)         | 11.   |           |
| 1967/68   | Regionalliga Süd (2)         | 12.   |           |
| 1968/69   | Regionalliga Süd (2)         | 11.   |           |
| 1969/70   | Regionalliga Süd (2)         | 20.   |           |
| 1970/71   | 1. Amateurliga Nordbaden (3) | 01.   |           |
| 1971/72   | 1. Amateurliga Nordbaden (3) | 01.   |           |
| 1972/73   | Regionalliga Süd (2)         | 07.   |           |
| 1973/74   | Regionalliga Süd (2)         | 07.   |           |
| 1974/75   | 2. Bundesliga Süd (2)        | 08.   | 7.184     |
| 1975/76   | 2. Bundesliga Süd (2)        | 08.   | 4.500     |
| 1976/77   | 2. Bundesliga Süd (2)        | 11.   | 5.184     |
| 1977/78   | 2. Bundesliga Süd (2)        | 08.   | 5.250     |
| 1978/79   | 2. Bundesliga Süd (2)        | 16.   | 2.811     |
| 1979/80   | 2. Bundesliga Süd (2)        | 11.   | 3.270     |
| 1980/81   | 2. Bundesliga Süd (2)        | 06.   | 4.484     |
| 1981/82   | 2. Bundesliga (2)            | 06.   | 7.711     |
| 1982/83   | 2. Bundesliga (2)            | 01.   | 8.690     |

Nach dem Zweiten Weltkrieg und den durch diesen verursachten Schwierigkeiten bei der Aufrechterhaltung des Spielbetriebes – unter anderem das Risiko von Luftangriffen und dem dadurch verursachten Zuschauer- und Einnahmeschwund – wurde 1945 von den Behörden der Amerikanischen Besatzungszone die Einrichtung einer Oberliga Süd gestattet. 1947 wurde der SVW Zweiter und wäre damit für die Endrunde zur deutschen Meisterschaft qualifiziert gewesen, so eine solche stattgefunden hätte. Zweiter Deutscher Meister nach dem Krieg wurde 1949 zur Enttäuschung der Waldhöfer der Stadtrivale VfR.

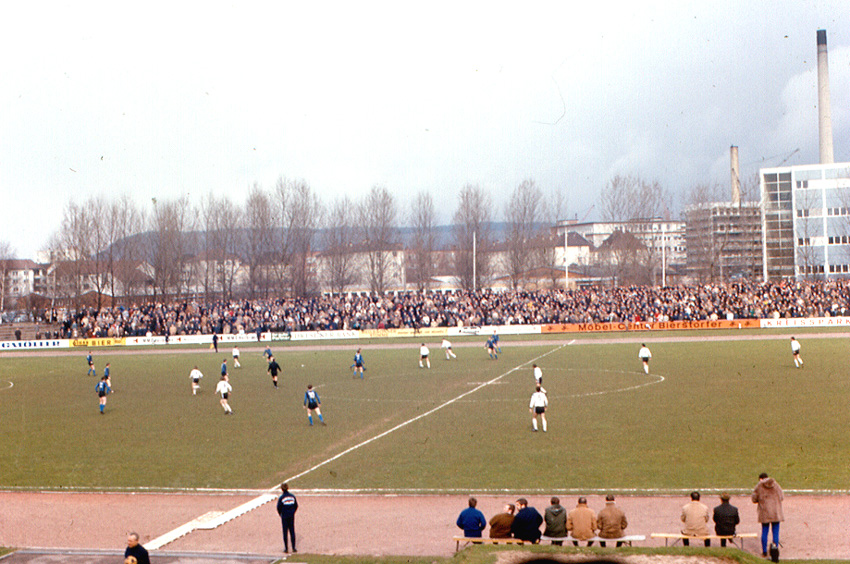
Regionalliga-Spiel zwischen Heilbronn und Waldhof Mannheim 1970

In den 1950er Jahren war der SVW nur Mittelmaß in der Oberliga Süd und musste 1954 den Abstieg in die 2. Liga Süd hinnehmen, womit der Verein zum ersten Mal seit 40 Jahren nicht mehr erstklassig spielte. Nach dem Aufstieg 1958 entwickelte sich der Verein zu einer Fahrstuhlmannschaft zwischen Ober- und 2. Liga und hatte sich deshalb nicht für die neugeschaffene Bundesliga zur Saison 1963/64 qualifiziert. Als Unterbau der Bundesliga wurden Regionalligen eingerichtet, an denen der SVW bis zum Abstieg 1970 teilnahm. Nach zwei Jahren in der 1. Amateurliga Nordbaden gelang Waldhof der Wiederaufstieg, der dem Verein in der Saison 1973/74 die Möglichkeit gab, sich für die neugeschaffene, aus einer Nord- und einer Südstaffel bestehenden, 2. Bundesliga zu qualifizieren, zusammen mit dem VfR Mannheim, der sich dort jedoch nur ein Jahr halten konnte.
Nach dem Aufstieg in die Zweitklassigkeit hatte der Verein arge Geldprobleme und versuchte den Spielbetrieb zu stemmen. 1972 nannte sich der Verein in Chio Waldhof 07 um und erhielt dafür 190.000 DM von der Firma Chio Chips. 1975 folgte die Umbenennung in SV Chio Waldhof 07. In den folgenden Jahren etablierte sich der 1978 in SV Waldhof Mannheim 07 umbenannte SVW im Mittelfeld der 2. Liga. 1981 qualifizierte sich der Verein für die neue eingleisige 2. Bundesliga, da in den maßgeblichen Spielzeiten genügend Punkte erreicht wurden. Nach der Saison 1982/83 stand Waldhof als Aufsteiger und damit als 36. Bundesligaverein seit ihrer Gründung fest.

### Sieben Jahre in der Bundesliga
| Spielzeit | Liga (Stufe)   | Platz | Zuschauer |
| --------- | -------------- | ----- | --------- |
| 1983/84   | Bundesliga (1) | 11.   | 26.724    |
| 1984/85   | Bundesliga (1) | 06.   | 19.324    |
| 1985/86   | Bundesliga (1) | 08.   | 13.976    |
| 1986/87   | Bundesliga (1) | 14.   | 14.176    |
| 1987/88   | Bundesliga (1) | 16.   | 14.392    |
| 1988/89   | Bundesliga (1) | 12.   | 13.140    |
| 1989/90   | Bundesliga (1) | 17.   | 11.897    |

In das erste Bundesliga-Jahr startete der SVW weiter mit Trainer Klaus Schlappner. Zudem stammten neun von 20 Spielern aus der eigenen Jugend. Da keines der Mannheimer Stadien, darunter das eigene Stadion am Alsenweg, zu diesem Zeitpunkt erstligatauglich war, musste in das Ludwigshafener Südweststadion umgezogen werden. Zunächst bestand eine auf ein Jahr befristete Ausnahmegenehmigung, da Heimspiele auf verbandsfernem Gebiet (in diesem Fall auf dem Gebiet des Südwestdeutschen Fußballverbandes) eigentlich untersagt waren. Der Umzug in die Vorderpfalz wurde vom Ligakonkurrenten 1. FC Kaiserslautern in Hinblick auf befürchtete Zuschauerverluste nicht mit Wohlwollen aufgenommen. In der Aufstiegssaison 1983/84 verzeichnete der SV Waldhof einen deutlich besseren Zuschauerschnitt (26.982 Zuschauer) als die Pfälzer Ligarivalen (19.017 Zuschauer), doch sank der Schnitt des SVW in den folgenden Jahren kontinuierlich.
In den ersten Jahren der Erstklassigkeit sorgte der Verein, der fast ausschließlich mit Eigengewächsen agierte, bundesweit für Furore. Klaus Schlappner und seine Mannschaft schafften es mit ihrer Unbeschwertheit, sich in der deutschen Eliteklasse zu etablieren. Talente aus der eigenen Jugend wie etwa Jürgen Kohler, Christian Wörns und Maurizio Gaudino machten sich schnell einen Namen und avancierten später gar zu Nationalspielern. Uwe Zimmermann im Tor, Fritz Walter im Sturm, Günter Sebert in der Abwehr sowie Alfred Schön im Mittelfeld waren Stützen der Mannschaft des Bundesliganeulings. In der zweiten Bundesligasaison 1984/85 verpassten die „Waldhof-Buben“ den UEFA-Pokal-Einzug nur wegen der schlechteren Tordifferenz. In der Spielzeit 1985/86 konnte der SV Waldhof das Halbfinale des DFB-Pokals erreichen, in dem die Mannschaft dem späteren Sieger FC Bayern München unterlag. In der Saison 1989/90 wurden die Heimspiele wieder im Waldhofstadion ausgetragen, zumal das Stadion in Ludwigshafen zu teuer wurde und man dem allgemeinen Zuschauerschwund in der höchsten deutschen Spielklasse Rechnung tragen musste. Unter Trainer Günter Sebert gelang zunächst ein sehr guter Saisonstart, der sogar auf einen UEFA-Cup-Platz hoffen ließ (unter anderem gelang ein Heimsieg gegen Bayern München und ein 4:0-Erfolg gegen den Erzrivalen aus Kaiserslautern), doch häuften sich Verletzungen insbesondere bei Stammspielern, so dass der Verein am Ende der Saison den Gang in die 2. Liga antreten musste.

### Gescheiterte Wiederaufstiegsversuche und Abstieg 1997
| Spielzeit | Liga (Stufe)          | Platz | Zuschauer |
| --------- | --------------------- | ----- | --------- |
| 1990/91   | 2. Bundesliga (2)     | 07.   | 06.311    |
| 1991/92   | 2. Bundesliga Süd (2) | 02.   | 07.531    |
| 1992/93   | 2. Bundesliga (2)     | 04.   | 06.900    |
| 1993/94   | 2. Bundesliga (2)     | 06.   | 08.405    |
| 1994/95   | 2. Bundesliga (2)     | 05.   | 12.441    |
| 1995/96   | 2. Bundesliga (2)     | 07.   | 07.476    |
| 1996/97   | 2. Bundesliga (2)     | 15.   | 07.582    |
| 1997/98   | Regionalliga Süd (3)  | 07.   | 05.587    |
| 1998/99   | Regionalliga Süd (3)  | 01.   | 06.324    |
| 1999/2000 | 2. Bundesliga (2)     | 12.   | 08.985    |
| 2000/01   | 2. Bundesliga (2)     | 04.   | 08.671    |
| 2001/02   | 2. Bundesliga (2)     | 09.   | 06.325    |
| 2002/03   | 2. Bundesliga (2)     | 18.   | 05.504    |

Nach zwei knapp gescheiterten Wiederaufstiegsversuchen 1991/92 und 1992/93 konnte der SV Waldhof in der Saison 1993/94 seine neue Heimstätte, das Carl-Benz-Stadion, einweihen. Dieses, so hoffte man, würde dem Verein nicht nur beim Wiederaufstieg in die Bundesliga helfen, sondern auch die inzwischen notwendig gewordene finanzielle Sanierung ermöglichen.
Stattdessen zeigte sich, als der Aufstieg in der Saison 1994/95 erneut knapp verpasst wurde, immer deutlicher eine Führungskrise im Präsidium unter dem damaligen Präsidenten Wilfried Gaul. Durch häufige Trainerwechsel, gepaart mit Fehleinkäufen und persönlichen Querelen im Umfeld, geriet der Verein sportlich wie auch finanziell immer mehr in Bedrängnis.
Einen ersten Tiefpunkt erlebte die Krise 1997 mit dem Abstieg in die Regionalliga. Dem finanziell stark angeschlagenen Verein gelang mit einem stark verjüngten Kader in der Saison 1998/99 unter Trainer Uwe Rapolder nach zwei Jahren die Rückkehr in den Profifußball.
Nach dem Wiederaufstieg in die zweite Liga wurde bereits innerhalb kürzester Zeit das Ziel Bundesliga ausgegeben, welches mit Sponsorengeldern, vor allem der Firma Sportwelt, erreicht werden sollte. Als diese jedoch Konkurs anmelden musste und die Zahlungen einstellte, wurden die Finanzprobleme des Vereins wieder akut.
Im Jahr 2001 stand der SV Waldhof kurz vor dem Aufstieg in die Bundesliga. Am letzten Spieltag führte man zu Hause gegen den 1. FSV Mainz 05 mit 4:0 und stand fünfzehn Minuten vor Ende der Partie auf dem dritten Aufstiegsplatz. Der bereits aufgestiegene 1. FC Nürnberg unterlag jedoch noch dem Aufstiegskonkurrenten FC St. Pauli, der dadurch den SV Waldhof vom 3. Platz verdrängte und stattdessen aufstieg.
Da nach dem knapp verpassten Aufstieg die Erwartungen von Fans und Präsidium stark gestiegen waren, musste Rapolder nach einem schlechten Saisonstart in der darauf folgenden Saison gehen. 2002 folgte dann auch der Rücktritt des mittlerweile umstrittenen Präsidenten Wilfried Gaul. Dieser Schritt brachte jedoch keine Ruhe in den Verein und die Querelen in der Führungsspitze dauerten an.

### Fünf Jahre Oberliga 2003–2008
| Spielzeit | Liga (Stufe)                   | Platz | Zuschauer |
| --------- | ------------------------------ | ----- | --------- |
| 2003/04   | Oberliga Baden-Württemberg (4) | 04.   | 3.075     |
| 2004/05   | Oberliga Baden-Württemberg (4) | 11.   | 2.163     |
| 2005/06   | Oberliga Baden-Württemberg (4) | 08.   | 1.895     |
| 2006/07   | Oberliga Baden-Württemberg (4) | 10.   | 2.232     |
| 2007/08   | Oberliga Baden-Württemberg (4) | 03.   | 3.814     |

Mit dem erneuten Abstieg aus der 2. Bundesliga 2003 wurde das ganze Ausmaß der finanziellen Krise offenbart. Durch die Nichterteilung der Lizenz für die Regionalliga erfolgte der direkte Abstieg in die Oberliga Baden-Württemberg. Nach erneuten heftigen Führungsquerelen versuchte der Verein 2004 nun unter einem neuen Präsidium, geführt von Hans-Joachim Bremme, die Querelen der letzten Jahre hinter sich zu lassen, zu alter Stärke zurückzufinden und den zuvor verspielten Kredit bei Fans und Sponsoren wieder zurückzugewinnen.
Der Aufstieg in die Regionalliga Süd wurde 2004 ebenso verpasst wie 2005. Für die Saison 2005/06 wurden zahlreiche neue Spieler mit Profierfahrung verpflichtet, um den Aufstieg in die Regionalliga in Angriff zu nehmen. Der Etat wurde auf 1,2 Millionen Euro erhöht, obwohl der Verein trotz inzwischen etwas entspannterer finanzieller Lage nach wie vor nicht gerade aus dem Vollen schöpfen konnte.
Im April 2007 feierte der Traditionsverein sein 100-jähriges Bestehen. Anlässlich des Vereinsjubiläums gastierte der FC Bayern München zu einem Freundschaftsspiel im Carl-Benz-Stadion, in dem die Waldhof-Buben nur knapp mit 1:2 unterlagen.
Nachdem das Saisonziel Aufstieg in die Regionalliga 2006/07 abermals deutlich verfehlt worden war, mobilisierte der SV Waldhof vor der Saison 2007/08 noch deutlich mehr Mittel. Mit erfahrenen Spielern, die teils Bundesliga- und Zweitliga-Erfahrung mitbrachten, qualifizierte sich der Verein am 24. Mai 2008 mit einem 2:0 gegen den SV Linx im heimischen Carl-Benz-Stadion vorzeitig für die neue Regionalliga. Wirtschaftlich allerdings geriet er in eine Krise, konnte aber durch eine kurzfristige Finanzspritze von 500.000 Euro von Mäzen Dietmar Hopp vor der Insolvenz bewahrt werden. Von ihm wurde auch das neue Jugendförderzentrum unterstützt, mit dem an die traditionell gute Jugendarbeit angeknüpft werden sollte. Im Herbst 2007 wurde Mario Nöll Präsident des SV Waldhof. Mittelfristig wollte der Verein, der sich einer für Oberliga-Verhältnisse sehr großen Zuschauerresonanz erfreute, wieder zurück in die höchsten deutschen Fußballklassen.

### Waldhof viertklassig mit erneutem Lizenzentzug
| Spielzeit | Liga (Stufe)                   | Platz | Zuschauer |
| --------- | ------------------------------ | ----- | --------- |
| 2008/09   | Regionalliga Süd (4)           | 04.   | 3.617     |
| 2009/10   | Regionalliga West (4)          | 14.   | 3.502     |
| 2010/11   | Oberliga Baden-Württemberg (5) | 01.   | 3.892     |
| 2011/12   | Regionalliga Süd (4)           | 12.   | 3.367     |
| 2012/13   | Regionalliga Südwest (4)       | 06.   | 3.065     |
| 2013/14   | Regionalliga Südwest (4)       | 05.   | 3.052     |
| 2014/15   | Regionalliga Südwest (4)       | 13.   | 2.892     |
| 2015/16   | Regionalliga Südwest (4)       | 01.   | 6.537     |
| 2016/17   | Regionalliga Südwest (4)       | 02.   | 4.852     |
| 2017/18   | Regionalliga Südwest (4)       | 02.   | 4.796     |
| 2018/19   | Regionalliga Südwest (4)       | 01.   | 6.512     |

In der nach Einführung der neuen 3. Liga umstrukturierten Regionalliga belegte Waldhof in der Saison 2008/09 den 4. Platz in der Südstaffel. In der Saison 2009/10 spielte man in der Weststaffel der Regionalliga und konnte sich dort mit dem 14. Tabellenplatz knapp vor dem Abstieg retten. Zur Spielzeit 2010/11 erhielten die Mannheimer vom DFB keine Lizenz für die Regionalliga und traten in der Oberliga Baden-Württemberg an. Am 16. Dezember 2010 wurde der Unternehmer Steffen Künster mit 230 von 321 abgegebenen Stimmen zum neuen Präsidenten des SV Waldhof gewählt.

#### Oberliga-Zuschauerrekord und Aufstieg in die Regionalliga
2010/11 stieg der Verein erneut in die Regionalliga auf. Erst am vorletzten Spieltag gelang es, den seit Saisonbeginn an der Spitze stehenden FC Nöttingen vom ersten Tabellenplatz zu verdrängen. Am letzten Spieltag trennten die beiden Konkurrenten lediglich zwei Punkte in der Tabelle. Im letzten und entscheidenden Spiel gegen den FV Illertissen traten die Akteure dabei vor einer Rekordkulisse an: 18.313 Zuschauer verfolgten das Fernduell im Carl-Benz-Stadion in Mannheim. Es war die höchste Zuschauerzahl, die jemals bei einem Fünftligaspiel in Deutschland erreicht wurde (vormaliger Rekord: FC Sachsen Leipzig gegen 1. FC Lokomotive Leipzig (14.968 Zuschauer)). Der SVW gewann das Spiel mit 6:0, während der FC Nöttingen zuhause gegen den FC 08 Villingen mit 0:3 verlor. Mit 83 Punkten und fünf Punkten Abstand zum zweitplatzierten FC Nöttingen sicherte sich der SV Waldhof Mannheim die Meisterschaft und den direkten Aufstieg in die Regionalliga.

#### Regionalliga Südwest und Ausgliederung der Profi-Fußballabteilung

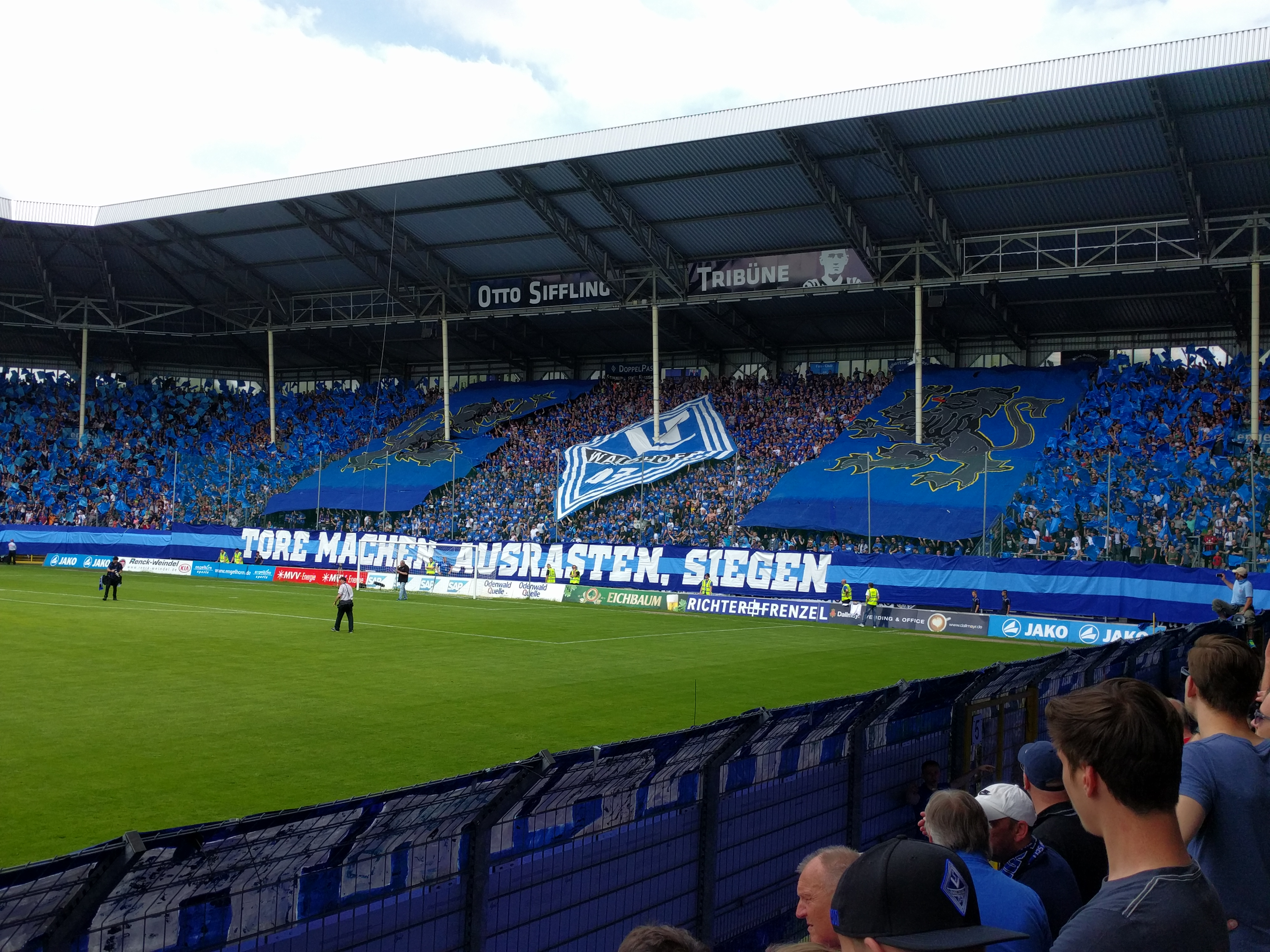
Die Osttribüne im Carl-Benz-Stadion

2011/12 hielt Waldhof Mannheim die Klasse und beendete die Saison auf dem zwölften Tabellenplatz der Regionalliga. Zur Saison 2012/13 wurde der Kader umgebaut und man visierte einen einstelligen Tabellenplatz an. Im April 2013 kehrte der ehemalige Spieler Jürgen Kohler als sportlicher Leiter für kurze Zeit zum Verein zurück. Gleichzeitig trat Trainer Reiner Hollich aus persönlichen Gründen zurück und übergab die Mannschaft übergangsweise an den bisherigen Co-Trainer Andreas Clauß. Zum Saisonauftakt 2013/14 wurde dann Kenan Koçak als neuer Trainer verpflichtet. In der Saison 2015/16 erreichte Waldhof Mannheim den 1. Platz der Regionalliga Südwest. Der Meisterschaft folgten zwei Relegationsspiele gegen die Mannschaft der Sportfreunde Lotte um den Aufstieg in die 3. Fußball-Liga. Nach einer 0:2-Niederlage im Rückspiel vor heimischer Kulisse verblieb die Mannschaft von Kenan Koçak jedoch in der Regionalliga Südwest. Das Spiel im Carl-Benz-Stadion besuchten 22.371 Zuschauer.
Im Juli 2016 wurde Gerd Dais neuer Trainer des SV Waldhof Mannheim. Er folgte auf Kenan Koçak, der sich wiederum Dais' ehemaligem Verein, dem Zweitligisten SV Sandhausen, anschloss.
Am 15. September 2016 beschloss die Mitgliederversammlung des Vereins die Ausgliederung der Regionalliga-Mannschaft in eine Spielbetriebs GmbH. Der Unternehmer Bernd Beetz, ehemaliger Konzernchef des Parfüm- und Kosmetikkonzerns Coty Inc. stellte für die Gesellschaft eine Million Euro als Stammkapital zur Verfügung. Der bisherige Interimspräsident Klaus-Rüdiger Geschwill wurde am 24. November 2016 von der Mitgliederversammlung des Vereins zum Präsidenten gewählt.
Im Januar 2017 gab der Verein schließlich die erfolgte Umstrukturierung bekannt, seitdem firmiert die Profi-Fußballabteilung des SV Waldhof Mannheim als SV Waldhof Mannheim 07 Spielbetriebs GmbH. Ihre Gesellschafter sind zu 97 Prozent die Neun10hundert07 GmbH, eine Beteiligungsgesellschaft der Familie Beetz, und zu drei Prozent der SV Waldhof Mannheim 07 e. V.
In der Saison 2016/17 erreichte der SVW als Vizemeister erneut die Relegationsspiele um den Aufstieg in die 3. Liga. Gegner war der SV Meppen aus der Fußball-Regionalliga Nord. Nach einem torlosen Remis zuhause im Hinspiel vor 24.186 Zuschauern unterlag man im Rückspiel im Elfmeterschießen vor 13.815 Zuschauern in der ausverkauften Hänsch-Arena mit 3:4 und blieb in der Regionalliga.
Am 16. Oktober 2017 beurlaubte der SV Waldhof Mannheim seinen Cheftrainer und Sportlichen Leiter Gerd Dais mit sofortiger Wirkung, nachdem die Mannschaft nach 13 Spielen nur 21 von 39 möglichen Punkten erreicht hatte. Anschließend wurde die Mannschaft interimsweise von Michael Fink weiter betreut und Benjamin Sachs als Co-Trainer verpflichtet. Da die Regionalliga Südwest Fink jedoch eine Ausnahmegenehmigung verweigerte, bis zum Ende der Saison 2017/2018 weiterhin als Chef-Trainer zu fungieren und nebenbei die nötige Trainerlizenz zu erwerben, wurde am 4. Januar 2018 Bernhard Trares als neuer Cheftrainer verpflichtet. Trares betreut seitdem mit Co-Trainer Sachs die 1. Mannschaft, die Zusammenarbeit zwischen Michael Fink und dem SV Waldhof Mannheim wurde am gleichen Tag auf Finks Wunsch beendet. Unter Trainer Trares erreichte der SV Waldhof in der Saison 2017/18 als Vizemeister zum dritten Mal in Folge die Relegationsspiele um den Aufstieg in die 3. Liga. Gegner war am 24. und 27. Mai 2018 der KFC Uerdingen 05.

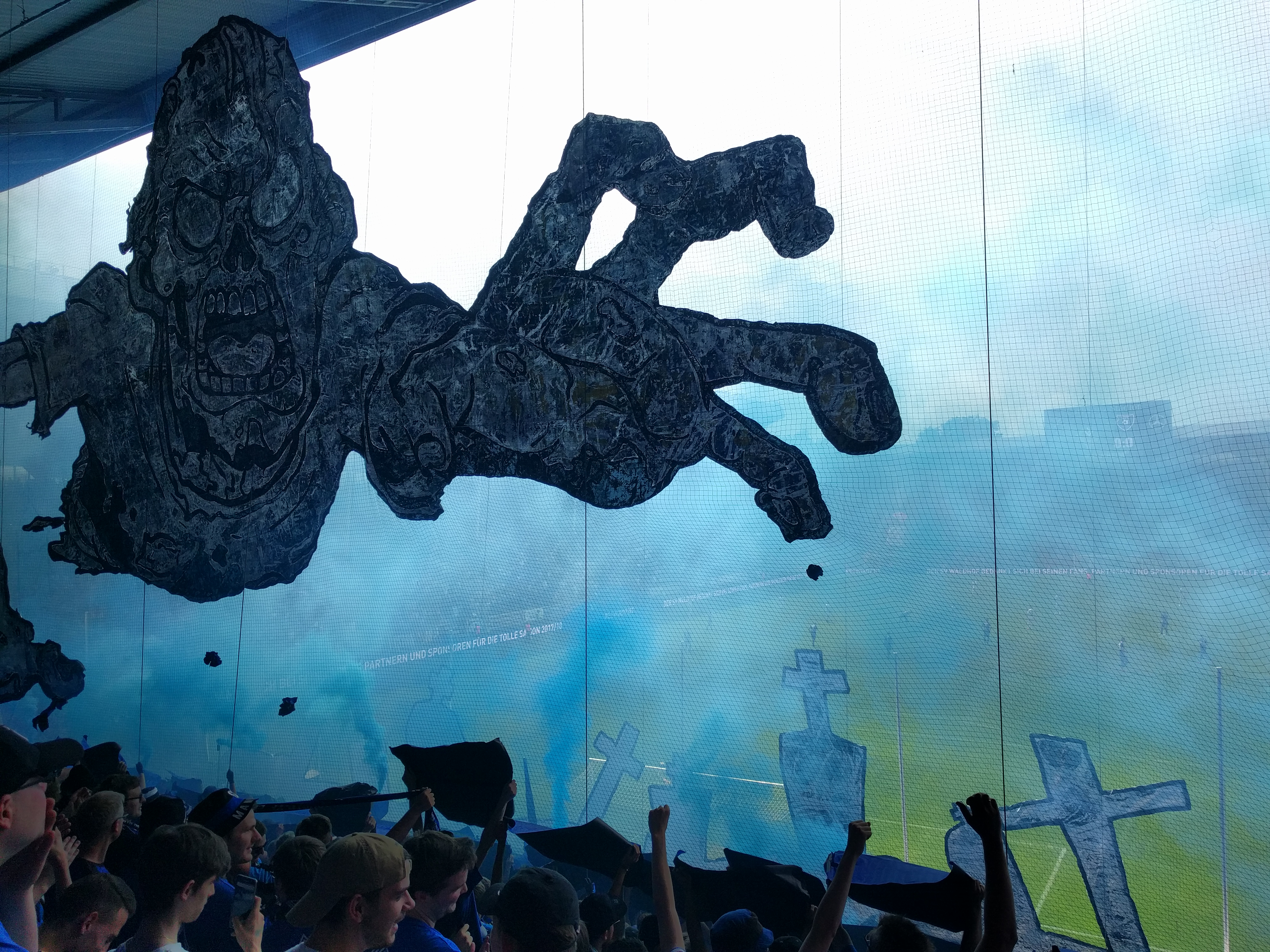
Choreographie der Ultras Mannheim auf der Otto-Siffling-Tribüne vor dem Aufstiegsspiel gegen Uerdingen, 27. Mai 2018

 Nachdem der KFC Uerdingen das Hinspiel mit 1:0 gewonnen hatte, wurde das wegen beiderseitiger Zuschauerausschreitungen und Zünden von Pyrotechnik zuvor schon mehrmals unterbrochene Rückspiel in Mannheim in der 82. Minute durch Schiedsrichter Patrick Ittrich beim Stand von 1:2 abgebrochen. Insgesamt wurden bei den Ausschreitungen an diesem Tag 45 Personen verletzt. Das Spiel wurde im Nachgang mit 2:0 für den KFC Uerdingen gewertet, womit ein weiterer Nicht-Aufstieg des SVW besiegelt war. Für die Ausschreitungen wurde der SV Waldhof mit einer Geldstrafe von 25.000 Euro und drei Punkten Abzug für die folgende Saison bestraft. Von der auferlegten Geldstrafe wurden letztlich drei Viertel des zahlbaren Betrags von der als hauptverantwortlich ausgemachten Fangruppierung Ultras Mannheim 1999 freiwillig aus eigenen Mitteln übernommen. Vor dem Landgericht Frankfurt gewann der SVW am 20. März 2019 einen Prozess gegen den DFB und erreichte eine Rücknahme des Drei-Punkte-Abzugs. Der Richter Richard Kästner stufte das Urteil als „vorläufig vollstreckbar“ ein, wodurch dem Waldhof die Punkte bereits in der laufenden Saison gutgeschrieben wurden, obwohl der DFB Berufung ankündigte.
Am 28. Oktober 2018 legten Klaus Geschwill, Markus Ritzmann, Alexander Rudnick und Klaus Bittinger ihre Ämter im Aufsichtsrat des SV Waldhof nieder. In einer Pressemitteilung wurden »unterschiedliche Auffassungen über die Umsetzung der 50+1-Regel des DFB« aufgeführt, die für den Spielbetrieb nicht förderlich gewesen seien. Seit der Ausgliederung der Profi-Mannschaft in eine Spielbetriebs-GmbH soll es zu Konflikten zwischen dem Präsidium des Vereins mit dem Hauptinvestor Bernd Beetz gekommen sein. Beetz trat daraufhin bei der Mitgliederversammlung am 28. November 2018 als einziger Kandidat selbst zur Wahl für das Amt des Präsidenten an und wurde mit 180 von 266 Stimmen (26 Enthaltungen, 60 Nein-Stimmen) gewählt. Mit Bernd Beetz als Präsident des e. V. wird die Spielbetriebs GmbH seitdem faktisch von der Familie Beetz kontrolliert, obwohl laut Satzung des e. V. dieser gemäß der 50+1-Regel über die Stimmenmehrheit in der Gesellschafterversammlung der GmbH verfügen muss.

### 3. Liga – Rückkehr in den Profifußball
| Spielzeit | Liga (Stufe) | Platz | Zuschauer | Kader |
| --------- | ------------ | ----- | --------- | ----- |
| 2019/20   | 3. Liga (3)  | 09.   | 11.177    | Kader |
| 2020/21   | 3. Liga (3)  | 08.   | 0326      | Kader |
| 2021/22   | 3. Liga (3)  | 05.   | 07.587    | Kader |
| 2022/23   | 3. Liga (3)  | 07.   | 09.680    | Kader |
| 2023/24   | 3. Liga (3)  | 16.   | 10.389    | Kader |
| 2024/25   | 3. Liga (3)  | 16.   | 12.979    | Kader |

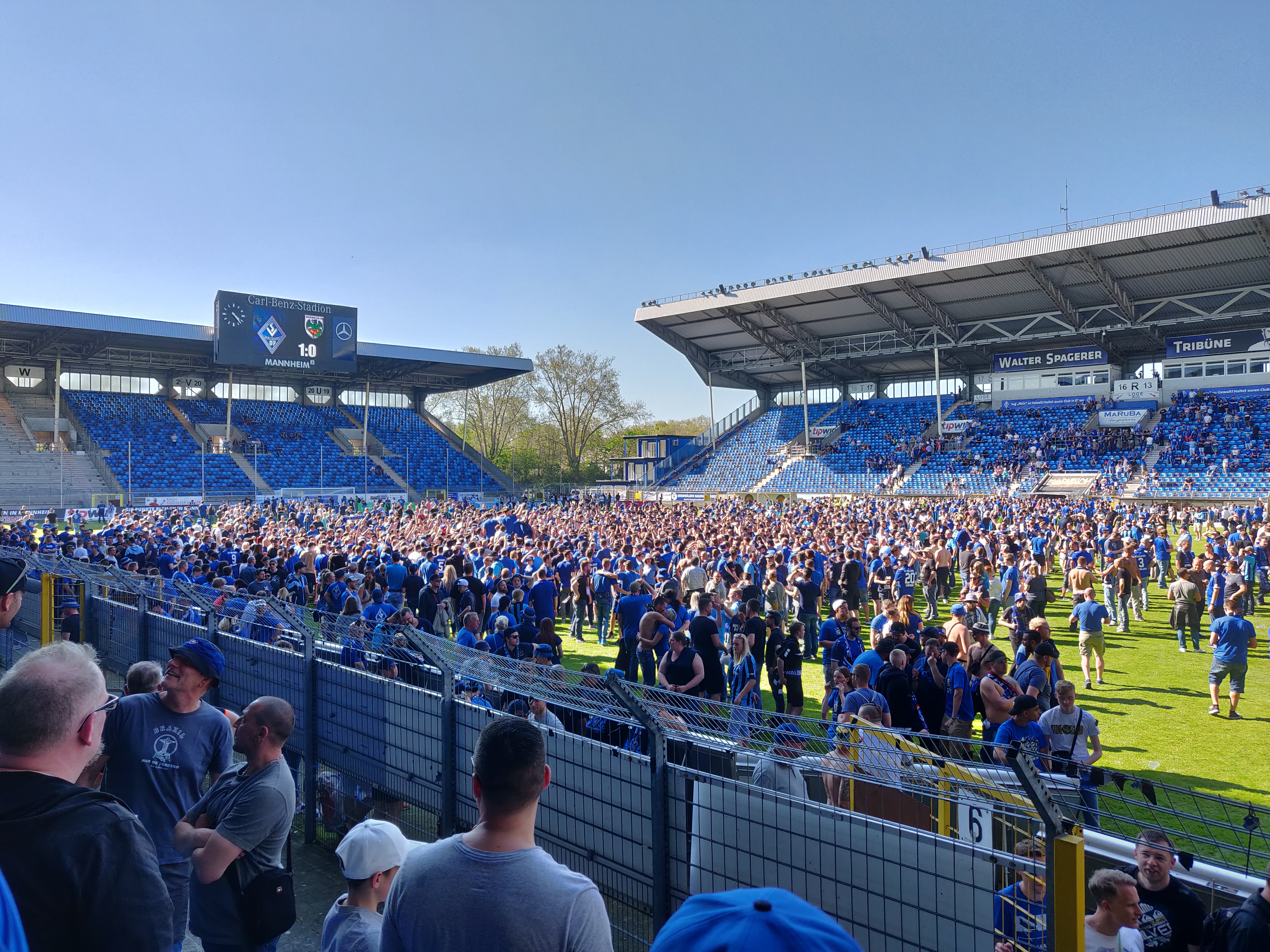
Aufstieg des SV Waldhof Mannheim in die 3. Liga am 20. April 2019

Durch das 1:0 im Heimspiel gegen Wormatia Worms am 20. April 2019 stieg der SV Waldhof erstmals in die 3. Liga auf und kehrte somit 16 Jahre nach dem Zweitligaabstieg 2003 in den Profifußball zurück. Mit einer offiziellen Zuschauerzahl von 14.413 Besuchern brach der Verein dabei den erst kurz zuvor selbst aufgestellten Zuschauerrekord bei einem regulären Spiel in der Regionalliga Südwest. Bereits am 9. März 2019 hatten 14.326 Zuschauer das Spiel gegen den 1. FC Saarbrücken besucht.
Am 1. Mai 2019 erhielt Mannheim die Lizenz für die 3. Liga.
Neben dem Aufstieg nahm der Verein erstmals seit 2003 wieder am DFB-Pokal teil. Obwohl er das Finale des badischen Pokals gegen den Karlsruher SC mit 3:5 verloren hatte, erhielt der SVW einen Startplatz, da die Karlsruher bereits über ihre Platzierung in der 3. Liga für den DFB-Pokal qualifiziert waren. Der Verein verlor in der ersten Runde vor einer Kulisse von 24.302 Zuschauern im ausverkauften Carl-Benz-Stadion mit 3:5 gegen den Bundesligisten Eintracht Frankfurt. Nach über 18 Jahren kam es am 7. Spieltag der Drittligasaison 2019/20 nach dem Aufstieg des SV Waldhof wieder zum Traditionsduell mit dem 1. FC Kaiserslautern. Vor 36.766 Zuschauern trennten sich beide Mannschaften im Fritz-Walter-Stadion mit 1:1. Im Vorfeld des Spiels kam es zu verschiedenen Vorfällen. So wurde beispielsweise am Morgen des Spieltags ein schwer misshandeltes Schwein auf dem Softballplatz der Mannheim Tornados aufgefunden. Mutmaßliche Lauternanhänger hatten das Tier mit aufgesprühten Sprüchen wie „Lauternschweine auch in eurer Stadt“ oder einem durchgestrichenen „SVW“ auf dem Platz zurückgelassen. Kurz davor waren die Köpfe zweier Figuren der „11 Freunde“, halbkreisförmig angeordneter Steinfiguren am Fuße des Betzenbergs, gewaltsam entfernt worden. Mit einem 1:2 gegen die Würzburger Kickers endete am 8. Spieltag eine saisonübergreifende Serie von 29 ungeschlagenen Ligaspielen in Folge. Der Waldhof wurde darüber hinaus in der Saison 2019/20 nur achtmal geschlagen und war damit zugleich die Mannschaft mit den wenigsten Niederlagen dieser Drittligasaison. Dennoch landete Waldhof. der die meisten Unentschieden der Saison (17) spielte, am Ende der Saison nur auf dem neunten Tabellenplatz. Erfolgreicher konnte jedoch im gleichen Jahr die Pokalsaison gestaltet werden, indem der SV Waldhof erstmals seit 21 Jahren den Badischen Pokal gewinnen konnte.
Durch den Sieg im Badischen Pokal qualifizierte sich Waldhof Mannheim für den DFB-Pokal 2020/21. Hier schied man bereits in der ersten Runde durch eine 1:2-Niederlage gegen den Bundesligisten SC Freiburg aus. Die Drittliga-Saison beendete Mannheim als Tabellenachter. Durch den erneuten Sieg im Badischen Pokal qualifizierte man sich auch in der Saison 2021/22 für den DFB-Pokal. Hier gewann der SV Waldhof in der ersten Runde überraschend gegen den Europa-League-Teilnehmer Eintracht Frankfurt. In der 2. Runde verlor man jedoch am 27. Oktober 2021 vor ca. 15.000 Zuschauern (Aufgrund des Coronavirus durfte das Stadion nur mit 50 % ausgelastet werden) gegen den 1. FC Union Berlin mit 1:3.
Im Oktober 2021 wirft ein Corona-Ausbruch Fragen nach der Impfquote, der Art der Testung und der Ansteckungskette auf. 17 Spieler und zwei Trainer (unter anderem die auf das Corona-Virus positiv getesteten Dominik Martinović, Timo Königsmann, Onur Ünlüçifçi, Patrick Glöckner, Florian Braband und Joseph Boyamba) müssen daraufhin in Quarantäne. Einen derart heftigen Corona-Ausbruch hatte es im deutschen Profifußball noch nicht gegeben.
Bei der ersten Mitgliederversammlung seit 2018 und nach dem Corona-Ausbruch werden am 4. April 2022 Bernd Beetz und sein Präsidium aus Horst Seyfferle, Birgit Loewer-Hirsch und Tobias Schmidt ohne Gegenkandidaten im Amt bestätigt. Der Aufsichtsrat wird ebenfalls neu gewählt und besteht nun neben den bisherigen Mitgliedern Stefan Fulst-Blei, Dariush Hafezi und Markus Münch aus den vier neuen Mitgliedern Karl-Heinz Bührer, Oliver Ort, Oliver-Marc Ganglbauer und Tim Spagerer. Ebenso wurde die Umbenennung der Südtribüne des Carl-Benz-Stadions in Walter-Pradt-Tribüne mit großer Zustimmung beschlossen.
Durch den erneuten Sieg des Badischen Pokals im Jahre 2022 über den FC Türkspor Mannheim qualifizierte sich der SV Waldhof für den DFB-Pokal 2022/23. Zuvor hatte die Mannschaft die Qualifikation für den Pokal über die 3. Liga und auch einen möglichen Aufstieg durch einen 5. Tabellenplatz am Ende der Saison 2021/22 knapp verpasst. Nach einem Sieg im Elfmeterschießen in der ersten Runde des Pokals gegen Holstein Kiel folgte in der zweiten Runde im Oktober 2022 durch eine 0:1-Niederlage gegen den 1. FC Nürnberg das Ausscheiden aus dem Wettbewerb.
Zu Beginn der Saison 2022/23 wurde vom Management das Saisonziel Zweitligaaufstieg formuliert. Am Ende belegte der SVW den 7. Platz in der 3. Liga. Nach dem nicht geglückten Aufstieg wurde der Trainer Christian Neidhart entlassen. Sein Nachfolger wurde Rüdiger Rehm.
Im Juli 2023 wurde bekannt, dass sich die Verbindlichkeiten der Spielbetriebs-GmbH des SVW – zum Geschäftsjahr 1. Juli 2021 bis 30. Juni 2022 – auf über 5,5 Millionen Euro beliefen. Darüber hinaus bestehen „bedingte Zahlungsverpflichtungen aus Besserungsabreden“, sogenannte Darlehen, in Höhe von 3,52 Millionen Euro. Der gestiegene Schuldenstand von 4 auf 5,5 Millionen Euro sei vor allem auf Investitionen in die Mannschaft zurückzuführen. Laut DFB-Finanzbericht für die Saison 2021/22 der 3. Liga gehörte der SVW zu den sechs Mannschaften mit den höchsten Ausgaben für Profis und Trainer.
Nach dem 23. Spieltag der Saison 2023/24 auf dem 17. Platz stehend gab der Aufsichtsrat bekannt, auf die sportliche Lage zu reagieren und sich von Rüdiger Rehm mit sofortiger Wirkung zu trennen. Als Nachfolger wurde Marco Antwerpen vorgestellt, der durch Frank Döpper unterstützt wurde.
Damit der Spielbetrieb für die Saison 2024/25 bis zum 30. Juni 2025 sichergestellt ist, hinterlegte Präsident Beetz im Juni 2024 eine Summe in Höhe von 5,47 Millionen Euro.
Am 17. September 2024 wurde Marco Antwerpen nach nur zwei Punkten aus den ersten fünf Ligaspielen der Saison 2024/25 und dem Ausscheiden im Verbandspokal gegen den Landesligisten VfR Gommersdorf entlassen. Die Mannschaft stand zu diesem Zeitpunkt auf dem letzten Tabellenplatz der 3. Liga. Bereits einen Tag später verkündete der Verein die Rückkehr von Bernhard Trares als Cheftrainer, der seither die 1. Mannschaft, wie bereits in den Jahren 2018 bis 2020, gemeinsam mit Benjamin Sachs, trainiert. Nach nur neun Siegen in 26 Spielen wurde Trares am 9. April 2025 nach einer 0:2-Heimniederlage gegen den Tabellenletzten Unterhaching als Cheftrainer freigestellt.
Nachfolger in der Trainerrolle wurde der Österreicher Dominik Glawogger, unter welchem mit acht Punkten aus den verbleibenden sechs Spielen der 16. Tabellenplatz und somit Klassenerhalt in Liga 3 gesichert werden konnte – nicht zuletzt durch einen Auswärtssieg in Cottbus und ein 1:0 gegen den bereits feststehenden Aufsteiger Dresden.

### Entwicklung des Vereinsemblems

Wappen aus der Anfangsphase
Raute in den 1930er Jahren
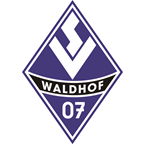
Raute in der „klassischen Darstellung“ bis Mitte der 1990er Jahre
Wappen in der „Chio Waldhof“-Phase
Variante in den 1980er Jahren
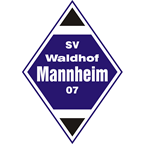
„Dollmann-Raute“ Saison 2000/01

## Mannschaft

### Kader 2025/26
Stand: 14. August 2025
| Nr.        | Nat.               | Spieler               | Geboren            | Beim SVW seit | Letzter Verein                   |
| Torhüter   |                    |                       |                    |               |                                  |
| 01         | Niederlande        | Thijmen Nijhuis       | 25. Juli 1998      | 2025          | HJK Helsinki                     |
| 16         | Deutschland        | Jan Niemann           | 5. Juli 2004       | 2025          | FC Teutonia 05 Ottensen          |
| 30         | Deutschland        | Lucien Hawryluk       | 5. Oktober 2000    | 2021          | Borussia Dortmund II             |
| Abwehr     |                    |                       |                    |               |                                  |
| 02         | Deutschland        | Sascha Voelcke        | 23. Februar 2002   | 2024          | Rot-Weiss Essen                  |
| 04         | Deutschland        | Tim Sechelmann        | 15. Januar 1999    | 2023          | 1. FC Magdeburg                  |
| 06         | Deutschland        | Niklas Hoffmann       | 9. April 1997      | 2024          | SV Horn                          |
| 15         | Deutschland        | Malte Karbstein       | 30. Januar 1998    | 2022          | Kickers Offenbach                |
| 18         | Turkei             | Seyhan Yiğit          | 30. Juni 2003      | 2024          | 1. FC Nürnberg II                |
| 22         | Deutschland        | Janne Sietan          | 8. Juni 2002       | 2024          | SV Babelsberg 03                 |
| 24         | Deutschland        | Lukas Klünter         | 26. Mai 1996       | 2024          | Arminia Bielefeld                |
| Mittelfeld |                    |                       |                    |               |                                  |
| 07         | Deutschland        | Nicklas Shipnoski     | 1. Januar 1998     | 2024          | Arminia Bielefeld                |
| 08         | Deutschland        | Maximilian Thalhammer | 10. Juli 1997      | 2024          | VfL Osnabrück                    |
| 10         | Kosovo             | Arianit Ferati        | 7. September 1997  | 2025          | Fortuna Sittard                  |
| 11         | Deutschland        | Rico Benatelli        | 17. März 1992      | 2024          | SK Austria Klagenfurt            |
| 14         | Vereinigte Staaten | Emmanuel Iwe          | 12. September 2000 | 2025          | SV Sandhausen                    |
| 17         | Deutschland        | Samuel Abifade        | 17. September 1999 | 2023          | SV Meppen                        |
| 19         | Deutschland        | Jascha Brandt         | 20. März 2003      | 2025          | SC Paderborn II                  |
| 20         | Deutschland        | Kushtrim Asallari     | 23. April 2003     | 2025          | Borussia Mönchengladbach II      |
| 21         | Deutschland        | Julian Rieckmann      | 1. August 2000     | 2023          | 1. FC Magdeburg                  |
| 27         | Frankreich         | Adama Diakhaby        | 5. Juli 1996       | 2025          | FC Politehnica Iași              |
| 28         | Frankreich         | Diego Michel          | 16. Oktober 1997   | 2025          | FC Sochaux                       |
| 35         | Portugal           | Djayson Mendes        | 15. März 2004      | 2025          | CD Brea                          |
| Angriff    |                    |                       |                    |               |                                  |
| 09         | Deutschland        | Felix Lohkemper       | 26. Januar 1995    | 2024          | 1. FC Nürnberg                   |
| 13         | Vereinigte Staaten | Terrence Boyd         | 16. Februar 1991   | 2024          | 1. FC Kaiserslautern             |
| 32         | Deutschland        | Kennedy Okpala        | 17. Dezember 2004  | 2023          | VfL Neustadt/Weinstraße [Jugend] |

### Transfers der Saison 2025/26
- Stand: 14. August 2025

| Zugänge           | Zugänge                        | Zugänge |
| Spieler           | Abgebender Verein              |         |
| Sommerpause 2025  | Sommerpause 2025               |         |
| ----------------- | ------------------------------ | ------- |
| Kushtrim Asallari | Borussia Mönchengladbach II    |         |
| Jascha Brandt     | SC Paderborn II                |         |
| Adama Diakhaby    | FC Politehnica Iași            |         |
| Emmanuel Iwe      | SV Sandhausen                  |         |
| Diego Michel      | FC Sochaux                     |         |
| Jan Niemann       | FC Teutonia 05 Ottensen        |         |
| Arlind Rexhepi    | Stuttgarter Kickers (Leihende) |         |
| nach Saisonbeginn |                                |         |
| Thijmen Nijhuis   | HJK Helsinki                   |         |

| Abgänge               | Abgänge                        | Abgänge |
| Spieler               | Aufnehmender Verein            |         |
| Sommerpause 2025      | Sommerpause 2025               |         |
| --------------------- | ------------------------------ | ------- |
| Kelvin Arase          | Vertragsende; Ziel unbekannt   |         |
| Jan-Christoph Bartels | Vertragsende; Ziel unbekannt   |         |
| André Becker          | Arminia Bielefeld (Leihende)   |         |
| Manuel Braun          | VfL Wolfsburg (Leihende)       |         |
| Adrian Fein           | SSV Jahn Regensburg            |         |
| Omer Hanin            | Hapoel Haifa                   |         |
| Martin Kobylański     | Blau-Weiß Lohne                |         |
| Henning Matriciani    | FC Schalke 04 (Leihende)       |         |
| Malwin Zok            | FV Illertissen                 |         |
| nach Saisonbeginn     |                                |         |
| Arlind Rexhepi        | TSV Havelse (Leihe)            |         |
| Marcel Seegert        | SSV Ulm 1846                   |         |
| Yusuf Wardak          | SV Eintracht Hohkeppel (Leihe) |         |

| Trainerstab (Auswahl)  |                 |
| Name                   | Funktion        |
| Luc Holtz              | Cheftrainer     |
| Benjamin Sachs         | Co-Trainer      |
| Nils Segelken          | Torwarttrainer  |
| Dirk Stelly            | Athletiktrainer |
| Cedric Schmidt         | Physiotherapeut |
| Fred Haas              | Betreuer        |
| Konstantinos Cafaltzis | Mannschaftsarzt |

### Bekannte ehemalige Spieler
- Jonathan Akpoborie
- Nadiem Amiri (Jugendspieler bis 2012)
- Dennis Aogo (Jugendspieler von 2000 bis 2002)
- Christof Babatz
- Hanno Balitsch
- Manfred Bockenfeld
- Wolfgang Böhni
- Karl-Heinz Bührer
- Hakan Çalhanoğlu (2001–2009 Waldhof Jugend)
- Roland Dickgießer, Ehrenspielführer
- Josef Erb
- Michael Fink
- Uwe Freiler
- Bernd Förster
- Karlheinz Förster (Jugendspieler)
- Maurizio Gaudino
- Dieter Hecking
- Sepp Herberger
- Norbert Hofmann
- Marco Höger
- Willi Hutter
- Daniel Keita-Ruel
- Bernd Klotz
- Jürgen Kohler
- Kari Laukkanen
- Rolf Lederer, Ehrenspielführer
- Theodor Lohrmann
- Hans Mayer
- Norbert Nachtweih (1991–1996, 127 Spiele)
- Ulf Quaisser
- Uwe Rahn (im Verein 1975–1980 als Jugendspieler)
- Thomas Remark
- Fritz Rößling, Ehrenspielführer
- Gernot Rohr
- Dieter Schlindwein
- Marc Schnatterer
- Alfred Schön
- Günter Sebert, Ehrenspielführer, 592 Spiele
- Otto Siffling, WM-Teilnehmer 1934 und 1938
- Paul Steiner, Weltmeister 1990
- Dimitrios Tsionanis (im Verein 1971–1991)
- Fritz Walter, Rekordtorschütze für den SVW in der Bundesliga
- Evans Wise, WM-Teilnehmer 2006 in Deutschland für Trinidad-Tobago, als er für den SVW in der 4. Liga spielte
- Christian Wörns (1985–1989 als Jugendspieler, von 1989 bis 1991 bei den Herren), 52 Spiele, 2 Tore
- Fatmir Vata (im Verein 2000–2001), 47 Spiele, 14 Tore
- Uwe Zimmermann, 215 Spiele für den SVW in der Bundesliga
- Zanko Zwetanow (WM-Vierter 1994)

## Trainer
- 1919–1921 Jakob Gentner
- 1921–0000 William Townley
- 1922–1923 Karl Willnecker
- 1925–1927 Heinrich Schwärzel
- 1927–1930 Johann Hetzel
- 1930–1937 Hans Tauchert
- 1938–1940 Otto Neumann
- 1940–1947 Fritz Ruchay
- 1946–1947 Herbert Pahlke
- 1947–0000 Herbert Kratsch
- 1947–1948 Willi Pennig
- 1948–1949 Hermann Marquet
- 1949–0000 Karl Engelhardt
- 1949–1950 Fritz Rebell
- 1950–1951 Fritz Maurischat
- 1951–1954 Hans Wendlandt
- 1954–1955 Fritz Pliska
- 1955–1956 Fritz Weidinger
- 1956–0000 Ludwig Günderoth
- 1956–1961 Árpád Medve
- 1961–1962 Adolf Knoll
- 1962–1963 Karl Striebinger
- 1963–1966 Alfred Hoffmann
- 1966–0000 Ludwig Günderoth
- 1966–1967 Robert Körner
- 1967–0000 Fritz Rößling
- 1967–1969 Hermann Lindemann
- 1969–0000 Helmut Berninger
- 1969–1970 Hans Wendlandt
- 1970–1973 Klaus Sinn
- 1973–0000 Hans Wendlandt
- 1973–1975 Fips Rohr
- 1975–1977 Anton Rudinski
- 1977–1978 Slobodan Cendic
- 1978–0000 Ludwig Günderoth
- 1978–1980 Georg Gawliczek
- 1980–0000 Klaus Sinn
- 1980–1987 Klaus Schlappner
- 1987–1988 Felix Latzke
- 1988–1991 Günter Sebert
- 1991–0000 Valentin Herr
- 1991–1993 Klaus Toppmöller
- 1993–0000 Jürgen Sundermann
- 1993–1994 Valentin Herr
- 1994–1995 Uli Stielike
- 1995–0000 Hans-Günter Neues
- 1995–0000 Roland Dickgießer
- 1995–1996 Klaus Schlappner
- 1996–1997 Günter Sebert
- 1997–2001 Uwe Rapolder
- 2001–0000 Walter Pradt
- 2001–2002 Andy Egli
- 2002–2003 Walter Pradt
- 2003–0000 Stefan Kuntz
- 2003–2004 Viktor Olscha
- 2004–0000 Eugen Hach
- 2004–2005 Maurizio Gaudino
- 2005–0000 Slavko Petrović
- 2005–2006 Massimo Morales
- 2006–0000 Hans Hein
- 2006–2007 Steffen Menze
- 2007–2009 Alexander Conrad
- 2009–2010 Walter Pradt
- 2010–2013 Reiner Hollich
- 2013–0000 Andreas Clauß
- 2013–2016 Kenan Koçak
- 2016–2017 Gerd Dais
- 2017–0000 Michael Fink
- 2018–2020 Bernhard Trares
- 2020–2022 Patrick Glöckner
- 2022–2023 Christian Neidhart
- 2023–2024 Rüdiger Rehm
- 2024–0000 Marco Antwerpen
- 2024–2025 Bernhard Trares
- 2025-0000 Dominik Glawogger
- 2025–-000 Luc Holtz

## Stadion

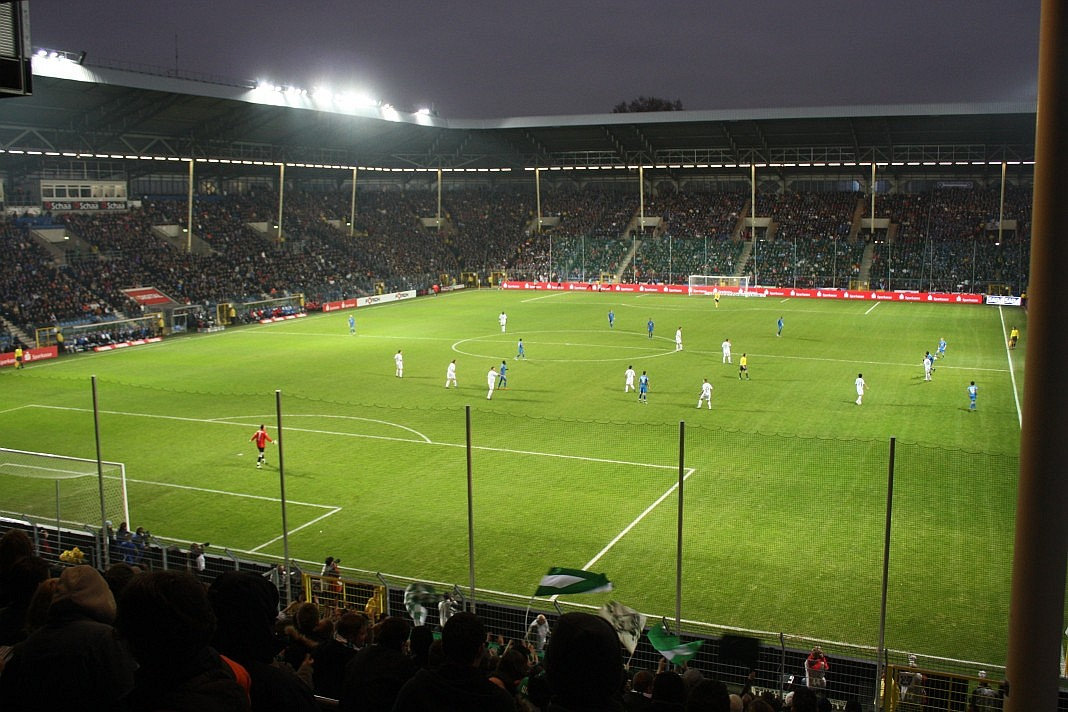
Innenraum des Carl-Benz-Stadions

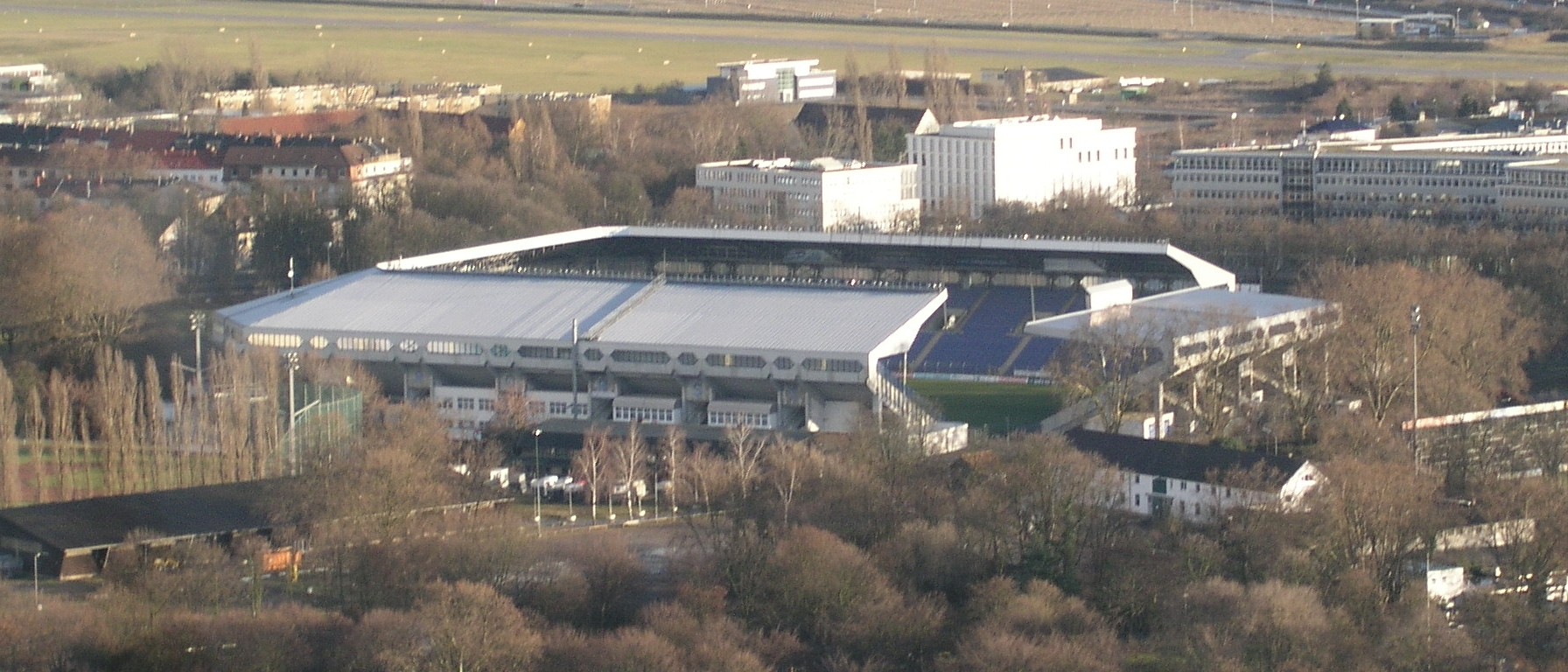
Aus Sicht des Fernmeldeturms

Seit 1994 trägt der SV Waldhof seine Heimspiele im Carl-Benz-Stadion (Fassungsvermögen 24.302 Plätze) aus.
Nach der Gründung 1907 waren die ersten Spielstätten der Blau-Schwarzen das „Schlammloch“ und der „Sandacker“ hinter der Waldhof-Schule im gleichnamigen Stadtteil Mannheim-Waldhof. 1924 zog der SVW ins Stadion am Alsenweg (das sich ebenfalls auf dem Waldhof befindet) um, wo er bis Ende 1993 seine Spiele austrug. Dort befindet sich auch heute noch das Vereinsgelände mit Trainingsplätzen, Clubhaus, Fanshop und Geschäftsstelle. Eine Ausnahme stellten die Jahre 1983 bis 1989 dar, in denen die erste Mannschaft des SV Waldhof Mannheim aufgrund von DFB-Auflagen für ihre Spiele in der Bundesliga ins benachbarte Ludwigshafener Südweststadion ausweichen musste.
Vor der Saison 2008/09 wurde das Stadion umfangreich renoviert. Unter anderem wurde eine neue Anzeigetafel installiert. Die Renovierung fand statt, damit die TSG 1899 Hoffenheim in der Vorrunde der Saison 2008/09 ihre Heimspiele in Mannheim austragen konnte. Deren eigenes Stadion, die Rhein-Neckar-Arena, wurde erst in der Winterpause fertig.
Dreimal fanden im Carl-Benz-Stadion Länderspiele der deutschen Frauennationalmannschaft statt, 2009 gegen Japan, 2012 gegen Spanien und 2014 gegen Slowenien.
Nach dem Aufstieg in die 3. Liga beschloss der Mannheimer Gemeinderat ein umfangreiches Sanierungspaket für das CBS. Mit insgesamt 2,4 Millionen Euro wurden die Flutlicht- und Beschallungsanlage erneuert und eine Videoüberwachung eingebaut. Der Rasen wurde in Verbindung mit dem Einbau einer Rasenheizung ausgetauscht und die Beregnungsanlage verbessert. In einem gesonderten Schritt wird die Rasenheizung noch angeschlossen und soll zur Saison 2020/21 ihren Betrieb aufnehmen. Außerdem wurde mit digitalen Werbebanden vor der Süd-, Ost- und Westtribüne Platz für neuste Werbetechnik geschaffen.

## Sportlicher Verlauf und Ligazugehörigkeit
- In der ewigen Tabelle der Bundesliga belegt der SV Waldhof Mannheim Platz 30.
- In der ewigen Tabelle der 2. Bundesliga belegt der SV Waldhof Mannheim Platz 14.
- In der ewigen Tabelle der 3. Fußball-Liga belegt der SV Waldhof Mannheim Platz 23.
- In der ewigen Tabelle der Fußball-Regionalliga belegt der SV Waldhof Mannheim Platz 14.
- In der ewigen Tabelle der Fußball-Oberliga Baden-Württemberg belegt Waldhof Mannheim Platz 36.

Ab der Saison 2019/20 ist der SV Waldhof Mannheim wieder drittklassig und spielt damit 16 Jahre nach dem Abstieg in die Oberliga Baden-Württemberg wieder im Profifußball.

## Erfolge

### Fußball
- 1939 Deutscher DFB-Pokalfinalist
- 1980 Deutscher A-Jugend Meister
- 1982 Meister der DFB-Nachwuchsrunde
- 1983 Meister der 2. Bundesliga
- 1983–1990 Zugehörigkeit zur Bundesliga
- 1998, 1999, 2020, 2021, 2022 Badischer Pokalsieger
- 1999 Meister der Regionalliga Süd
- 2008 Aufstieg in die Regionalliga
- 2011 Meister der Oberliga Baden-Württemberg
- 2016, 2019 Meister der Regionalliga Südwest
- 2019 Aufstieg in die 3. Fußball-Liga 2019/20 (1. Mannschaft) und Meister der Landesliga Rhein-Neckar (2. Mannschaft)

### Handball
- 1933 Deutscher Feldhandball-Meister
- 1946 Zonenmeister im Feldhandball der Amerikanischen Zone und Bizonenmeister

## Fanszene und Fankultur

### Organisation
Die Fans kommen überwiegend aus dem Mannheimer Stadtgebiet. Daneben stammt die Anhängerschaft meist aus Ludwigshafen, Heidelberg und dem Rhein-Neckar-Kreis. Aber auch an der Bergstraße und in der Vorderpfalz existieren Fanclubs.
Der Großteil der aktiven Fanszene steht bei den Heimspielen auf der Otto-Siffling-Tribüne, hinter welcher sich auch die Fan-Anlaufstelle befindet. Alle offiziellen Fanclubs sind im Fandachverband „Pro Waldhof e. V.“ organisiert.

### Fanfreundschaften
Die längste Fanfreundschaft besteht zu Eintracht Braunschweig. Außerdem werden freundschaftliche Kontakte zum FC Basel und zu Wormatia Worms unterhalten. Zudem bestehen einzelne Kontakte zum 1. FC Magdeburg. Daneben existiert seit 2006 eine Fanfreundschaft zu Eintracht Frankfurt, welche hauptsächlich von den Ultra-Gruppen beider Vereine gepflegt wird.

### Rivalitäten
Die größte Rivalität besteht zum 1. FC Kaiserslautern. Sie entstand in den 1980er-Jahren und ist auch als Südwest-Derby bekannt. Waldhof Mannheim gegen Kaiserslautern gilt als eines der heißesten Derbys Deutschlands. Daneben bestehen Abneigungen zum Karlsruher SC, zum 1. FC Saarbrücken und zu den Offenbacher Kickers. Auch der SV Darmstadt 98 und die TSG 1899 Hoffenheim sind in der Fanszene unbeliebt, ebenso der TSV 1860 München. Die älteste Rivalität besteht jedoch zum VfR Mannheim. Aufgrund der großen sportlichen Unterschiede verlor diese jedoch in den letzten Jahren zunehmend an Bedeutung.

### Bekannte Anhänger
Der Comedian Bülent Ceylan gilt ebenso als Anhänger des Vereins wie Teile der Söhne Mannheims. Der Schauspieler Uwe Ochsenknecht war in seiner Jugend als Stürmer und Torhüter für den SV Waldhof Mannheim aktiv.

## Weitere Abteilungen des Vereins

### Feldhandball
In den ersten Jahrzehnten der Waldhof-Geschichte waren die Handballer besonders erfolgreich. Die Herren-Mannschaft wurde 1933 in Magdeburg durch einen 7:5-Erfolg im Endspiel gegen den Polizei-SV Burg als erster Nicht-Polizei-Sportverein Deutscher Meister der Deutschen Sportbehörde für Leichtathletik im Feldhandball. Waldhof spielte ab 1933 in der neu geschaffenen erstklassigen Handball-Gauliga Baden und konnte sämtliche bis 1944 ausgetragenen Gaumeisterschaften gewinnen. Mit Wilhelm Müller und Fritz Spengler waren zwei Waldhöfer am Gewinn der Goldmedaille bei den Olympischen Spielen 1936 in Berlin beteiligt. Philipp Zimmermann errang mit der deutschen Nationalmannschaft den Weltmeistertitel 1938.
Nach dem Zweiten Weltkrieg gewann Waldhof als Vertreter der Amerikanischen Besatzungszone die erste interzonale Meisterschaft im Feldhandball 1946; im Endspiel der Zonenmeister in Hagen wurde der Vertreter der Britischen Zone, der Sportring 33 Gevelsberg, mit 11:4 geschlagen. Anschließend konnte der Verein noch zweimal das Endspiel um die deutsche Feldhandball-Meisterschaft erreichen. Beide Male gab es jedoch knappe Niederlagen: Bei der ersten deutschen Meisterschaft der Nachkriegszeit 1947, die als Offene Meisterschaft der Britischen Besatzungszone ausgetragen wurde, scheiterte Waldhof mit 6:8 gegen den RSV Mülheim, ein Jahr später beim interzonalen Endrundenturnier 1948 unterlag die Mannschaft mit 8:10 gegen den Turnverein Hassee-Winterbek aus Kiel (siehe dazu auch: Zonenmeisterschaft). 1952 stiegen die Waldhöfer aus der Badischen Feldhandball-Oberliga ab. Von 1954 bis 1956 gehörten sie der damals höchsten Spielklasse noch für zwei weitere Jahre an. Der Abstieg 1956 nach einem Entscheidungsspiel gegen den TSV Oftersheim bedeutete den endgültigen Abschied des SVW von der großen Feldhandballbühne.

### Handball
Im Hallenhandball zählte der SV Waldhof nur im Frauenbereich zeitweise zur badischen Spitze. In den 1960er Jahren dominierte die Damen-Mannschaft den badischen Handball und wurde zwischen 1960 und 1967 sieben Mal Badischer Meister in der Halle (1960, 1961 und 1963–1967) und sechs Mal auf dem Großfeld (1962–1967). In jener Zeit wurde die Waldhof-Torhüterin Monika Eichenauer 59-mal in die deutsche Nationalmannschaft berufen (55 Hallen-, 1 Kleinfeld- und 3 Feldhandballspiele).

### Tennis
Seit 1954 wird Tennis im Verein geboten. Mit rund 200 aktiven und nicht aktiven Mitgliedern liegt ein Hauptaugenmerk auf der Jugendförderung. Es gibt 7 Mannschaften (Damen/Herren/Mixed), von denen 5 an der sogenannten Medenrunde teilnehmen. Die Ligen reichen von der Bezirks- bis zur Kreisliga.

### Tischtennis
Anfang der 1970er Jahre war der SV Waldhof auch im Tischtennis erfolgreich. 1971 gelang der Aufstieg in die Oberliga Süd, die damals zweithöchste deutsche Spielklasse (nach der Tischtennis-Bundesliga). Dort konnten sich die Mannheimer sofort etablieren. Nach drei Jahren wechselte die Mannschaft jedoch (unter Mitnahme des Staffelplatzes) zur DJK Käfertal über. Heute gibt es keine Tischtennisabteilung mehr im Verein.

### E-Sport
Seit dem 23. Dezember 2017 unterhält der SV Waldhof eine eigene Abteilung für E-Sport.